# Vitstrupig sparv
Vitstrupig sparv (Zonotrichia albicollis) är en tätting i det amerikanska släktet Zonotrichia, numera placerad i familjen amerikanska sparvar. Den är en vanlig fågel i Nordamerika, i Europa en sällsynt gäst med bland annat ett fynd i Sverige, i Malmö. IUCN kategoriserar den som livskraftig.

## Utseende

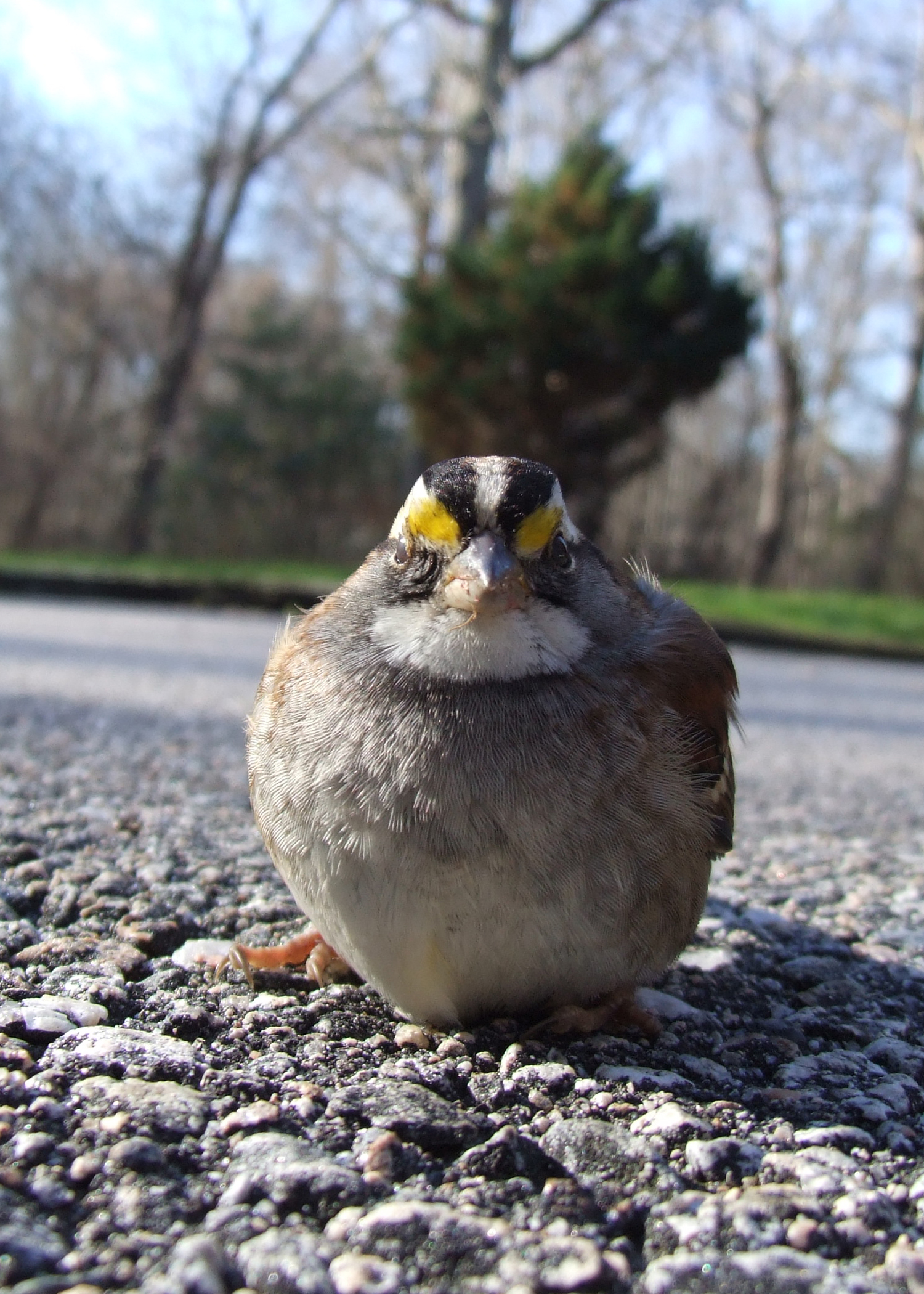
Ljus morf

Vitstrupig sparv är 15–17 centimeter lång, med ett vingspann på cirka 23 cm och väger i genomsnitt cirka 26 gram. Könen är lika.
Fjäderdräkten varierar i ljushet. De två extremerna brukar kallas ljus morf (typisk) och brunbrynad morf. Men variationen är stor och det finns en klinal övergång från de mörkaste till de ljusaste indiverna. Vissa delar in dem i upp till åtta former.
Den ljusa morfen har svarta hjässidesband med ett vitt centralt hjässband och ett vitt brett ögonbrynsstreck med en gul fläck närmast näbben. Mustaschstrecket är grått och den har en svart tygel. Hos den brunbrynade morfen är istället det centrala hjässbandet och ögonbrynsstrecket gulbruna. Mustaschstrecket är gråbrunt och hjässidesbanden och tygeln är mörkt bruna istället för svarta. Båda morfer har en väl avgränsad vit strupe, mörkt öga och grå näbb.
Vissa individer har två svarta vertikala streck på den vita strupen. Böstet är grått med svaga mörka streck och dessa streck fortsätter på kroppssidan. Buken är oftast ljust grå. Vingarna är rostbruna med två distinkta vita vingband.

## Läte
Det finns åtminstone två distinkta sångtyper hos denna art. En består av en initial ton, som följs av ungefär tre upprepade högre toner. Den andra sångtypen består av en första ton, följt av en ton ett helt tonsteg lägre och sedan en tredje ton upprepad två, tre gånger som är ännu lägre. Den senare sången beskrivs ofta i Nordamerika med så kallad mnemoteknik där kadensen följer ramsan "Po-or Sam Peabody, Peabody, Peabody" eller  "O-oh sweet Canada, Canada, Canada". Rytmen är mycket regelbunden. Utöver dessa två sångtyper har den minst två andra läten.

## Utbredning och systematik
Vitstrupig sparv häckar i centrala Kanada och New England, USA där den är en mycket vanlig fågel. Den är en flyttfågel som övervintrar i södra och östra USA och ned till nordöstra Mexiko. 
I Västeuropa är den en ovanlig gäst. Flest gånger har den observerats i Storbritannien, med enstaka fynd på Island, i Finland, Danmark, Irland, Nederländerna, Spanien och Gibraltar. Den har även setts i Sverige, med ett fynd från Slottsparken i Malmö 5 december 1963. Ytterligare en individ sågs i Värtahamnen i Stockholm 2012, men denna anses ha följt med ett kryssningsfartyg.

### Familjetillhörighet
Tidigare fördes de amerikanska sparvarna till familjen fältsparvar (Emberizidae) som omfattar liknande arter i Eurasien och Afrika. Flera genetiska studier visar dock att de utgör en distinkt grupp som sannolikt står närmare skogssångare (Parulidae), trupialer (Icteridae) och flera artfattiga familjer endemiska för Karibien.

## Levnadssätt

### Häckning
Fågeln häckar antingen på marken i buskage, eller lågt i träd, både i lövskogar och blandskogar. Den bygger ett skålformigt bo där den vanligtvis lägger fyra till sex brunfläckiga, blå eller grönvita ägg, som honan ruvar i elva till 14 dygn. Båda föräldrarna tar hand om ungen som är flygg efter nio dagar.

### Föda
Vitstrupig sparv födosöker på marken under eller i närheten av buskage eller låg vegetation. Den lever främst av frön, insekter och bär.

## Status
Arten har ett stort utbredningsområde som beräknas till ungefär 5 600 000 km² och man uppskattar att världspopulationen består av cirka 160 miljoner individer. Den tros minska i antal, dock inte tillräckligt kraftigt för att anses vara hotad. Internationella naturvårdsunionen. IUCN kategoriserar arten som livskraftig (LC).